# Jelen, Sofia
Jelen (în bulgară Желен) este un sat în comuna Svoghe, regiunea Sofia,  Bulgaria. 

## Demografie
Componența etnică a satului Jelen
     Bulgari (96,95%)
     Nicio identificare (3,04%)
     Altele (0%)
La recensământul din 2011, populația satului Jelen era de 197 locuitori. Din punct de vedere etnic, majoritatea locuitorilor (96,95%) erau bulgari. Pentru 3,04% din locuitori nu este cunoscută apartenența etnică.